# Ängaryd
Ängaryd är ett bostadsområde i Tranås. Från början var detta en gård, men när Tranås expanderade på 1800-talet förvandlades gården till bostadskvarter. I området finns en skola, flera fotbollsplaner, en Konsumbutik (precis på gränsen) och många villor. Kvarteret ligger granne med utsiktsplatsen Höganloft, där man ser stora delar av norra Tranås.
Idrottsplatsen i området heter Ängaryds IP. Förr i tiden höll bandylaget Tranås BoIS och ishockeylaget Tranås AIF till där. De spelar numera sina matcher på Bredstorps IP. Planerna användes senast av dam- och ungdomslag i fotbollsklubben Tranås FF men detta är nu också flyttat till Bredstorp.
Här spelade det turnerande VM-laget från 1970-talet en av sina jubileumsmatcher.